# 桃夭门公铁大桥
桃夭门公铁大桥是浙江省舟山市建设中的一座跨海大桥，位于定海区，桃夭门水道上方，册子岛和富翅岛之间，甬舟高速公路桃夭门大桥北25米处。桥梁为斜拉桥，全长1533.60米，主跨666米:73。桃夭门公铁大桥为公铁两用桥，载有甬舟铁路和甬舟复线高速公路，于2020年12月22日开工建设。